# Hapalorestes lovei
Hapalorestes lovei és una espècie extinta de mamífer mesonic de la família dels hapalodèctids que visqué a Nord-amèrica durant l'Eocè, fa entre 46,2 i 50,3 milions d'anys. Se n'han trobat restes fòssils a Wyoming (Estats Units). Es tracta de l'única espècie del gènere Hapalorestes. Tenia un aspecte semblant al d'Hapalodectes, però era més gros. Es calcula que devia pesar uns 8 kg. El nom genèric Hapalorestes significa ‘muntanyenc delicat’, mentre que el nom específic lovei fou elegit en honor del doctor David Love.